# 下雪 (博客作者)

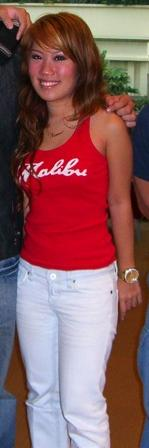
2005年9月在國家圖書館的下雪

下雪（1984年4月28日—），本名鄭彦彦（Wendy Cheng），是新加坡的博客作者，她寫關於自己的生活、時尚以及當地課題。她主要管理的博客一天吸引大約五萬名讀者，并獲得了幾項頗具聲望的博客獎，這爲她贏得了商業贊助，她獲得了擔任專欄作家以及電視節目主持人的機會。她的丈夫是美國工程師邁克·塞爾，两人育有一個孩子。

## 個人生活
下雪於1984年4月28日在新加坡出生。她在立化中學接受教育，畢業於新加坡理工學院并獲得大眾傳媒文憑，然後短暫做過項目協調員。下雪的父親是古董商、母親是房屋經紀，雙親已離異，她也有個弟弟。
一年來，她都會親筆寫日記，然而她前男友交的新女友却在農曆新年大掃除時把她的日記給扔了。下雪想要在一個没有人可以扔掉的空間裏把心裏話都說出來，於是在2003年4月開始寫博客。2006年，她獲得新传媒電視贊助，進行了整容手術，“矯正蒜頭鼻”。2010年，下雪與在互聯網認識并交往三年的美國工程師邁克·塞爾（Mike Sayre）結婚，并於2013年3月產下一男，名叫達希爾（Dashiel）。

## 博客上的活動
下雪管理10個博客，其中包括她主要管理的無標題博客（通常稱作xiaxue.blogspot.com）、一個「异样」（geeky）博客、她的媒體中心和其它數個非公開博客。她以英語撰文，並在博客裏使用「下雪」這個華語筆名，因爲筆名「有一絲神秘、美少女之感」。下雪主要管理的博客一天吸引大約五萬名讀者，她在博客裏發表關於個人生活的最新消息，所撰寫的文章也關乎時尚以及諸如「惡劣的德士司機」等當地課題，她亦在博客裏刊登照片與社論式廣告。下雪經常在文章裏使用髒話，並因爲自己的煽動的寫作方式而聞名。
她曾進行一項調查，吸引了6000則響應，這項調查顯示，她的讀者主要是：新加坡籍、女性、對時尚感興趣的青年，以及「尋找另類聲音」者。她主要管理的博客所贏得的獎項包括：2004年與2005年的Wizbang博客獎（亞洲最佳博客項）、2005年Bloggies最亞洲最佳博客獎。2005年7月，該博客遭到駭客入侵及毀損，不過下雪得以恢復其內容。該博客是首個被列入Technorati全球前一百名最佳博客名單，亦於2008年入選國家圖書館管理局的檔案。

## 其它媒體
由於下雪主要管理的博客很受歡迎，她在主流媒體獲得了就業機會，特別是擔任《今日報》、《新報》等當地報章和《美信》、《Snag》等雜誌的專欄作家。除此之外，她亦擔任過博客聚合網站Tomorrow.sg的編者、STOMP門戶網站的明星博客作者，以及2005年新加坡作家節的主持人。她與多家公司達成商業贊助協議，其中包括網上眼鏡店HoneyColor、育兒商品零售商Mothercare、T恤製造商LocalBrand、美髮店Kimage和美甲工作室Voxy。
下雪和DJ李罗莎琳（譯音，Rosalyn Lee）曾於2006年聯合主持新傳媒5頻道的一部現實電視系列節目《女生當家》（Girls Out Loud），並在節目中參與「不像話的滑稽動作、無拘無束的玩笑」。下雪每兩周也會於網絡電視頻道clicknetwork.tv發行《下雪對於人生的指引》（Xiaxue's Guide to Life）系列，其中一集迎來了超過32.5萬名觀看者。爲了勸阻女性吸煙、協助女性吸煙者戒煙，她獲選擔任保健促进局的運動代言人。

## 争議
2005年10月，下雪在博客裏發布一篇文章，內容是一名非殘障男士因爲使用殘障人士專用廁所而遭另一名残障男士訓斥，下雪對該殘障男士予以譴責，這引起網民的強烈反擊，並促使兩家贊助商撤銷商業贊助。兩個月後，下雪發文指外籍勞工非禮年輕女子，並建議禁止外籍勞工上烏節路，引發許多網民斥責她發布的文章爲「種族歧視嚷嚷」，並在線上請願書上簽名，要求禁止她上烏節路；她旋於2006年1月被指責冒充另一名博客作者，亦被指爲了刪除對自己不利評論而濫用她身爲Tomorrow.sg編者的職權。
2007年7月，下雪發表一篇內容爲「七個最令人作嘔的博客作者」的文章，激起網民之間的口水戰，引起當地媒體的廣泛报道。她於2008年4月製作了一段關於iPhone的視頻，並且堅稱視頻的製作僅爲了引人發笑，不過該視頻卻遭到技術界的抨擊，美國技術作家丹尼爾·莱昂斯（Daniel Lyons）稱之爲“最糟糕的iPhone述評”，包括Gizmodo在內的其它技術網站也予以奚落。下雪和博客作者楊道恩（譯音，Dawn Yang）之間也處於激烈敵對狀態，後者曾因爲一篇涉嫌誹謗的文章，於2008年6月威脅要對前者提出告訴。

## 外部連結
- 下雪的主要博客（页面存档备份，存于）